# Cerreto Grue
Cerreto Grue (piemontiul: Sregh vagy Srèj) település Olaszországban, Piemont régióban, Alessandria megyében. Lakosainak száma 291 fő (2023. január 1.). Cerreto Grue Costa Vescovato, Montegioco, Sarezzano és Villaromagnano községekkel határos.

## Népesség
A település lakossága az elmúlt években az alábbi módon változott:
| Lakosok száma | 317  | 305  | 291  |
|               | 2017 | 2018 | 2023 |